# Tatiana Nikoláyeva
Tatiana Petrovna Nikoláyeva, en ruso: Татья́на Петро́вна Никола́ева; (Bézhitsa, óblast de Briansk, 4 de mayo de 1924-San Francisco, 22 de noviembre de 1993) fue una pianista clásica, compositora y pedagoga rusa.

## Biografía
Nikoláyeva nació en Bézhitsa, su madre fue pianista y su padre violinista. Estudió el piano desde los tres años y comenzó a componer a los doce. A esa edad entró en el Conservatorio de Moscú donde estudió con Yevgueni Gólubev y con Alexander Goldenweiser, amigo personal de Aleksandr Skriabin, Serguéi Rajmáninov y Nikolái Médtner.
En 1950, Nikoláyeva ganó el concurso Johann Sebastian Bach, donde conoció a Dmitri Shostakóvich marcando el inicio de una amistad y colaboración artística legendaria. Fue ella la elegida para el estreno de los 24 Preludios y Fugas del cual hizo tres registros completos.
Profesora del conservatorio moscovita, realizó grabaciones de Bach y Beethoven y accedió a la fama internacional con la disolución de la Unión Soviética.
Fue la maestra de Nikolái Luganski.
Sufrió una hemorragia cerebral durante un concierto en San Francisco y falleció nueve días después.

## Repertorio parcial
- 24 Preludios y Fugas, Op. 87 (Shostakóvich)
- El arte de la fuga, BWV 1080 (Bach)
- El clave bien temperado, BWV 846 a 893 (Bach)
- Dueto en la menor, BWV 805 (Bach)
- Dueto en sol menor, BWV 802 (Bach)
- Dueto en fa mayor, BWV 803 (Bach)
- Dueto en sol mayor, BWV 804 (Bach)
- Ofrenda musical, BWV 1079, (Bach)
- Tres danzas fantásticas, Op. 5 (Shostakóvich)
- Variaciones Goldberg, BWV 988, (Bach)

Ciclo completo de sonatas para piano de Beethoven
- Sonata para piano n.º 2, Op. 61 (Shostakóvich)
- Preludios, Op. 34 (Shostakóvich)[5]

## Composiciones
- Cantata Pesn o schastye (Canción sobre la felicidad)
- Concierto para piano n.º 1 en si mayor, Op. 10, realizado y registrado en 1951, con la compositora al piano y Kirill Kondrashin conduciendo; publicado en 1958.
- Concierto para piano n.º 2 in mi bemol mayor, Op. 32 (1966)
- Concierto para violín (1972)[6]
- Sinfonía (1955; rev. 1958)[7]
- Trio para piano, flauta y viola, Op. 18 (grabado en BIS Records)
- 24 estudios para concierto, Op. 13 (1951–53)[8]
- 5 estudios, Op. 22 (1961)
- Preludios para piano
- Sonata para piano (1947–49)
- Cuarteto de cuerda en cuatro movimientos (1960)
- Quinteto de piano (1947)

## Premios
- Gramophone Award (1991)

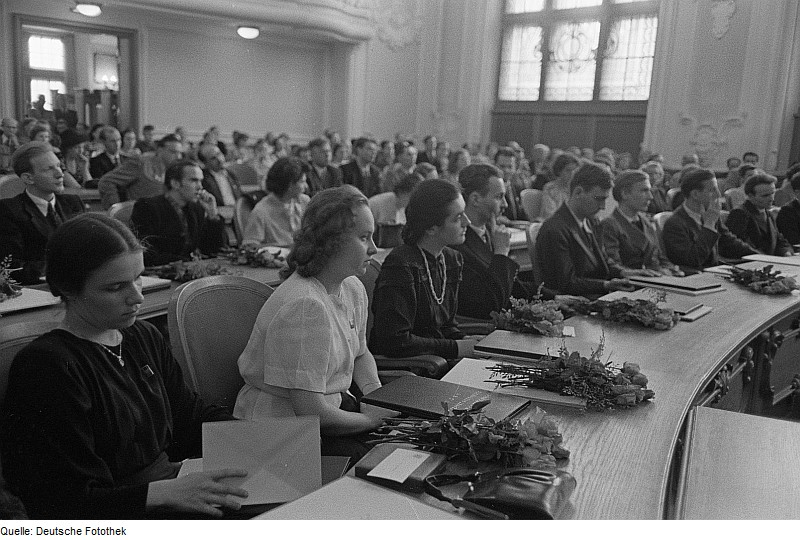

- Artista del Pueblo de la URSS (1983)
- Premio Stalin (1951)